# Masserres
Masserres és una serra situada al municipi de Santa Coloma de Farners a la comarca de la Selva, amb una elevació màxima de 160 metres.